# Alcacocha (Junín)
Alcacocha (vjerojatno od kečuanskog allqa crno-bijelo jezero qucha )  je jezero u Peruu koje se nalazi u regiji Junín, pokrajini Junín, okrugu Junín. Nalazi se na nadmorskoj visini od oko 4349 metara. Dugo je oko 3,16 km, a široko do 0,74 km. Alcacocha leži istočno od jezera Junín.